# Calyptrogenia jeremiensis
Calyptrogenia jeremiensis är en myrtenväxtart som först beskrevs av Ignatz Urban och Erik Leonard Ekman, och fick sitt nu gällande namn av Karl Ewald Maximilian Burret. Calyptrogenia jeremiensis ingår i släktet Calyptrogenia och familjen myrtenväxter. Inga underarter finns listade i Catalogue of Life.